# Cantón de Belgodère
El cantón de Belgodère era una división administrativa francesa que estaba situada en el departamento de Alta Córcega y la región de Córcega.

## Composición
El cantón estaba formado por diecinueve comunas:
- Algajola
- Aregno
- Avapessa
- Belgodère
- Cateri
- Costa
- Feliceto
- Lavatoggio
- Mausoléo
- Muro
- Nessa
- Novella
- Occhiatana
- Olmi-Cappella
- Palasca
- Pioggiola
- Speloncato
- Vallica
- Ville-di-Paraso

## Supresión del cantón de Belgodère
En aplicación del Decreto nº 2014-255 de 26 de febrero de 2014, el cantón de Belgodère fue suprimido el 22 de marzo de 2015 y sus 19 comunas pasaron a formar parte, cinco del nuevo cantón de Calvi y catorce del nuevo cantón de L'Île-Rousse.